# La parola alla difesa (serie televisiva)
La parola alla difesa (The Defenders) è una serie televisiva statunitense trasmessa dalla CBS dal 1961 al 1965.
Creato dallo sceneggiatore televisivo Reginald Rose, vedeva come protagonisti due avvocati difensori, padre e figlio (rispettivamente interpretati da E.G. Marshall e Robert Reed), specializzati in casi particolarmente complessi. Nel corso della serie, i loro clienti sono stati ad esempio neo-nazisti, obiettori di coscienza, appartenenti al movimento per i diritti civili, un insegnante licenziato per essere ateo, un autore accusato di pornografia, un medico coinvolto in un caso di eutanasia.
Il Museum of Broadcast Communications la ha definita come la serie forse più socialmente consapevole mai vista sui media, un programma particolarmente in linea con il liberalismo della Nuova Frontiera.
Nel 2002 è stato incluso ne I migliori 50 spettacoli televisivi di tutti i tempi degli Stati Uniti.

## Guest star
Durante le 4 stagioni dello show si sono alternate moltissime star: Edward Asner, Martin Balsam, Ed Begley, Tom Bosley, Richard Bright, James Coburn, Robert Duvall, Peter Fonda, Gene Hackman, Larry Hagman, Dustin Hoffman, Dennis Hopper, James Earl Jones, Jack Klugman, Martin Landau, Cloris Leachman, Robert Loggia, Julie Newmar, Leslie Nielsen, Donald Pleasence, Robert Redford, Martin Sheen, Jon Voight, Gene Wilder.

## Episodi
| Stagione         | Episodi | Prima TV originale | Prima TV Italia |
| ---------------- | ------- | ------------------ | --------------- |
| Prima stagione   | 32      | 1961-1962          |                 |
| Seconda stagione | 34      | 1962-1963          |                 |
| Terza stagione   | 36      | 1963-1964          |                 |
| Quarta stagione  | 30      | 1964-1965          |                 |